# Ota Hereš
Ota Hereš (* 23. června 1965 Praha) je český zpěvák, kytarista, skladatel a textař. Je jedním ze zakladatelů skupiny Alkehol, předtím působil v letech 1991–1993 v Kryptoru a současně s kapelou Alkehol hrál ještě v letech 1995–2001 v kapele Harlej. V roce 1977 založil kapelu Torr, do roku 1986 je tato kapela heavymetalovou, až do příchodu Vlasty Henycha, který kapelu změnil na blackmetalovou a do názvu bylo přidáno přehláskované o podle vzoru Motörhead, od roku 1986 tak nese název Törr. Ota Hereš kapelu opustil v roce 1989, kdy nastoupil základní vojenskou službu. Do kapely se vrátil v roce 2002.